# 許雅儒
許雅儒，地球物理學家，目前在中央研究院地球科學研究所擔任研究員，同時也是中央研究院環境變遷研究中心合聘研究員、國立中央大學地球科學學系兼任教授，主要專業領域是大地測量學、斷層力學、地球物理學。

## 生平
1997年，許雅儒從國立中央大學地球科學系畢業，兩年後取得國立中央大學應用地質研究所碩士學位，並在2004年獲得國立中央大學地球物理研究所的博士學位。許雅儒在就讀博士班期間曾經到美國史丹佛大學（英語：Stanford University）地球物理系進行學術訪問；取得博士學位後，又在2004年至2006年期間前往美國加州理工學院（英語：California Institute of Technology）地質及行星科學系從事博士後研究，並參與謝凱瑞（Kerry Sieh）教授等人對於2004年蘇門答臘大地震的國際研究合作。
許雅儒在2006年完成博士後研究後回到臺灣，隨後進入中央研究院地球科學研究所擔任助理研究員，開始以學術研究為工作。目前許雅儒在中央研究院地球科學研究所擔任研究員，同時也是中央研究院環境變遷研究中心的合聘研究員，以及國立中央大學地球科學學系的兼任教授。

## 簡介
因為熱愛自然與戶外活動，許雅儒在就讀高中時發現地球科學系的課程包含前往各地參與野外觀測活動，因此在升大學選填志願時選擇了地球科學系，進入國立中央大學地球科學系就讀。1997年大學畢業後，又繼續升學就讀國立中央大學應用地質研究所碩士班。
在碩士班就讀期間，許雅儒開始接觸野外研究，也參與了南橫觀測站的工作，觀測工作包含設置腳架、量測、記錄等，也需要砍草、劈樹、挖地等技能，才能找到觀測站的位置並且完成工作。1999年碩士畢業後，許雅儒一開始並沒有規劃要進修，而是選擇先就業，進入中央研究院地球科學所擔任研究助理。
碩士畢業那一年，臺灣發生921大地震，許雅儒親眼目睹地震嚴重災情帶來的慘重傷亡，也參與了災區的工作，進到災區現場蒐集研究數據，因而觸發許雅儒決定以研究地球科學為志業，想要深入探討大自然的奧秘與災害發生的原因，所以進入國立中央大學地球物理研究所就讀博士班，繼續在學術領域深造。許雅儒在就讀博士班期間開始建立斷層運動學的模型，透過地質調查與測量資料，研究並分析921大地震期間及震後斷層錯動的分布情形，以瞭解地震活動對地殼構造的影響。
2004年完成學業並取得博士學位後，許雅儒前往美國加州理工學院地質及行星科學系從事博士後研究；2006年返臺後，進入中央研究院地球科學研究所任職，並延續博士班期間對斷層帶力學與數值模擬的研究工作。

## 研究與貢獻
許雅儒的研究重點是瞭解地震週期中，陸地及隱沒帶斷層系統的地表變形特性、斷層帶的物理性質，以及岩石圈應力的狀態，並且利用全球衛星定位系統（GPS）、地震紀錄及井下應變儀等地質觀測資料，建構出模擬地殼內部行為的物理模型，藉此進一步分析活動斷層在不同時空條件下的滑移行為，評估地震發生的潛在風險。
除了陸地斷層的觀測研究以外，許雅儒也關注海底隱沒帶的斷層活動。透過研究蘇門答臘隱沒帶，蒐集近海溝區域的GPS資料，證實該區域的隱沒帶淺層具有「速度強化」的摩擦性質，這表示當斷層的滑動速度愈快，其摩擦強度也隨之增加，並伴隨著明顯的「震後滑移」現象。相關研究成果於2006年時刊登在國際學術期刊《科學》（英語：Science），該期刊的影響係數為44.7。
為了進一步瞭解地震滑移的特性，許雅儒也研究山崩。因為山坡的滑動面通常較為淺層，地表能夠接收到足以分析的訊號，相較於從深部的地底斷層傳遞至地表後訊號已經減弱，山崩提供了觀測滑移行為的良好途徑。藉由研究山崩的滑動行為，可以間接推測斷層的活動特性以及地震孕震活動的過程。許雅儒也因為相關的研究成果，在2017年時獲頒台灣傑出女科學家新秀獎。
2019年，中央研究院地球科學研究所的研究團隊在許雅儒的帶領下，率先運用全球衛星觀測定位系統（GPS）的資料，解析921大地震後地殼岩石的強度與變形的特性。這項研究發現，地震孕震過程並不是遵循單一的線性關係，而是呈現非線性的特徵，這有助於更準確地推估地震的再現週期。相關研究成果也在同一年時發表於國際學術期刊《科學前緣》（英語：Science Advances），該期刊的影響係數為11.7。
2021年，許雅儒的研究指出，臺灣西部地震活動的發生與季節及地下水位的變化具有關聯性。研究發現，在冬末之初春期間，由於陸地儲水量減少，較容易誘發地震；反之，當夏季陸地儲水量較多時，地震發生的頻率則相對較低。這項研究成果也發表在國際學術期刊《科學前緣》（英語：Science Advances）中，該期刊的影響係數為11.7。

## 榮譽與獎項
- 科技部傑出研究獎（2021年）[20][21]
- 中央研究院「關鍵突破計畫」（2021年）[22]
- 中華民國地質學會王漢倬論文獎（2017年）[23]
- 吳健雄學術基金會2017第十屆台灣傑出女科學家新秀獎（2017年）[1]
- 中央研究院前瞻計畫（2016年）
- 國科會吳大猷先生紀念獎（2012年）[5][24]
- 中央研究院「年輕學者研究著作獎」（2010年）[5][25]